# バーニー・ヘンリクス
バーニー・ヘンリクス（Barney Henricus、1915年6月22日 - 2007年5月7日）は、スリランカの男子ボクサー。コロンボ出身。
1938年にシドニーで開催されたブリティッシュエンパイアゲームズ（現在のコモンウェルスゲームズ）のフェザー級に出場し、決勝でスコットランドのジェームズ・ワトソンを倒し金メダルを獲得した。